# 7人制ラグビー男子大韓民国代表
7人制ラグビー男子大韓民国代表（英語: South Korea national rugby sevens team）は、国際大会に派遣される7人制ラグビーの男子韓国代表チームである。
ワールドラグビーセブンズシリーズ、ラグビーワールドカップセブンズなどに出場している。

## 歴史
1998年、第13回アジア競技大会で初めて金メダルを獲得。
その後2019年、東京五輪アジア最終予選決勝で7人制香港代表を破って東京五輪出場権を獲得した。

## 成績

### 夏季オリンピック
| 年   | ラウンド         | 順位     | 試       | 勝       | 負       | 分       |
| ---- | ---------------- | -------- | -------- | -------- | -------- | -------- |
| 2016 | 出場なし         | 出場なし | 出場なし | 出場なし | 出場なし | 出場なし |
| 2020 | 予選ラウンド敗退 | 12位     | 5        | 0        | 5        | 0        |
| 計   | 優勝 0 回        | 1/2      | 5        | 0        | 5        | 0        |

### ワールドカップ
| 年   | ラウンド             | 順位     | 試       | 勝       | 負       | 分       |
| ---- | -------------------- | -------- | -------- | -------- | -------- | -------- |
| 1993 | グループステージ敗退 | 11       | 6        | 3        | 3        | 0        |
| 1997 | カップ準々決勝敗退   | 5        | 5        | 1        | 3        | 1        |
| 2001 | プレート準々決勝敗退 | 13       | 6        | 2        | 3        | 1        |
| 2005 | ボウル準々決勝敗退   | 21       | 6        | 1        | 5        | 0        |
| 2009 | 出場なし             | 出場なし | 出場なし | 出場なし | 出場なし | 出場なし |
| 2013 | 出場なし             | 出場なし | 出場なし | 出場なし | 出場なし | 出場なし |
| 2018 | 出場なし             | 出場なし | 出場なし | 出場なし | 出場なし | 出場なし |
| 2022 | 出場権獲得           |          |          |          |          |          |
| 計   | 優勝 0回             | 4/7      | 23       | 7        | 14       | 2        |

## 直近大会の代表スコッド
東京2020オリンピック競技大会男子大韓民国代表選手
1. 張容興
2. 張ジョンミン
3. 鄭演植
4. 金ヒョンス
5. 韓建圭
6. 金南郁
7. 李ソンベ
8. 朴玩龍 (C)
9. 李ジンギュ
10. ジン・アンドレ
11. 張成民
12. チェ・ソンドク
13. 金洸民

(C)はキャプテン